# 정순영 (기업인)
정순영(鄭順永, 1922년 12월 12일~2005년 10월 13일)은 대한민국의 기업인이다.현대시멘트 대표이사 회장이다.
현대그룹 창업주 정주영의 둘째 동생이다. 한라그룹 창업주 정인영의 동생이자 현대산업개발 명예회장 정세영, KCC그룹 창업주 정상영의 형이다. 1969년 현대건설에서 분리된 현대시멘트(주) 사장을 맡으면서 독립해 성우그룹을 일궜다.

## 생애
본관은 하동(河東)이다. 1922년 12월 12일 강원도 통천(通川)에서 태어났다.
한영중학교를 졸업하였다. 1941년부터 조선제련·보광광업 사원으로 일하다, 1950년 현대건설(주) 취체역이 되었다. 그 뒤 현대건설 전무이사·부회장을 거쳐, 1969년 현대건설에서 분리된 현대시멘트(주) 사장을 맡으면서 현대그룹에서 독립하였다.
이후 단양공장·영월공장 등을 통해 현대시멘트를 연간 700만t 규모의 시멘트 생산 제조회사로 성장시켰다. 1975년에는 현대종합금속을 세워 사업 영역을 확장하고, 계속해서 자동차 부품업체인 성우오토모티브(1987)를 비롯해 성우종합레저산업(1990), 성우종합건설(1992), 성우전자(1996)를 잇달아 설립하였다.
1990년 종합레저사업에 뛰어든 뒤, 1995년 강원도 횡성군 둔내면에 200만 평 규모의 성우리조트를 건설하면서 그룹의 입지를 다졌다. 하지만 시멘트와 건설을 빼고 다른 계열사의 경영 실적은 좋지 않아 일부 계열사는 파산 위기를 맞기도 하였다.
1997년부터는 주요 계열사의 회장에서 물러나 명예회장으로 있으면서 경영에 참가하지 않았다. 1985년 전국경제인연합회 이사를 지냈고, 1987년 동탑산업훈장을 받았다. 2000년 현대시멘트 명예회장직마저 물러난 뒤, 2005년 10월 13일 사망하였다.

## 경력
- 2000.08 현대시멘트 고문
- 1997 성우종합레저산업 명예회장
- 1997 현대종합상운 명예회장
- 1997 현대종합금속 명예회장
- 1997 성우그룹 명예회장
- 1997.01 ~ 2000.08 현대시멘트 대표이사 명예회장, 성우정공 명예회장
- 1985.02 전국경제인연합회 이사
- 1983.01 현대시멘트 대표이사 회장
- 1970.01 현대시멘트 대표이사 사장
- 1969.01 현대건설 부사장
- 1960.01 현대건설 전무 이사
- 1951.05 현대상운 부산사무소 소장
- 1951.05 현대상운 상무 취제역
- 1950.08 현대건설 취제역
- 1945.12 현대자동차공업
- 1942.10 보광광업
- 1941.01 조선제련

## 가족
- 아버지 : 정봉식(鄭捧植, 1884년 - 1946년)
- 어머니 : 한성실(韓成實, 1886년 - 1953년)
  - 형 정주영(1915년 - 2001년) : 현대그룹 창업주
  - 형수 변중석(1921년 - 2007년)
    - 조카 정몽필(1934년 - 1982년) : 전 인천제철 회장
    - 조카 정몽구(1938년 -) : 현대자동차 회장, 현대모비스 회장
    - 조카 정몽근(1942년 -) : 현대백화점그룹 명예회장
    - 조카 정경희(1944년 -)
    - 조카 정몽우(1945년 - 1990년) : 전 현대알루미늄 회장
    - 조카 정몽헌(1948년 - 2003년) : 전 현대그룹 회장
    - 조카 정몽준(1951년 -) : 새누리당의 국회의원, 대한축구협회 명예회장, 현대중공업 고문
    - 조카 정몽윤(1955년 -) : 현대해상화재보험 회장
    - 조카 정몽일(1959년 -)  : 현대기업금융 회장
    - 조카 정정인(1979년 - ) : 정인희로 개명
    - 조카 정정임(1981년 - ) :

  - 형 정인영(1920년 - 2006년) : 한라그룹 명예회장
  - 형수 김월계(金月桂, (1923년 - 2003년)
    - 조카 정형숙(鄭亨淑, 1951년 ~ 1974년)
    - 조카 정몽국(鄭夢國, 1953년 - ) : 엠티인더스트리 회장
    - 조카 정몽원(鄭夢原, 1955년 - ) : 한라건설 회장, 만도 회장

  - 부인 박병임(1928년 - 2015년)
    - 장녀 정문숙(1948년 - )
    - 아들 정몽선(1954년 - ) : 성우그룹 회장
    - 아들 정몽석(1958년 - ) : 현대종합금속 회장
    - 아들 정몽훈(1960년 - ) : 성우전자 회장
    - 아들 정몽용(1961년 - ) : 현대성우오트모티브 회장
    - 차녀 정정숙(1963년 - )

  - 여동생 정희영(1925년 - 2015년)
  - 매제 김영주(1920년 - 2010년)  : 한국프랜지공업(주)명예회장
    - 조카 김윤수(1946년 - )
    - 조카 김근수(1948년 - )

  - 남동생 정세영(1928년 - 2005년): 현대산업개발 명예회장
  - 제수 박영자(1936년 - )
    - 조카 정숙영(1960년 - ): 노경수 서울대 교수의 아내
    - 조카 정몽규(1962년 - ) : 현대산업개발 대표
    - 조카 정유경(1970년 - )

  - 남동생 정신영(1931년 - 1962년)
  - 제수 장정자 : 현대학원 이사장
    - 조카 정일경(1960년 - )
    - 조카 정몽혁(1961년 - )

  - 동생 : 정상영(1936년 - 2021년) : KCC그룹 명예회장
  - 제수 조은주(1936년 - )
    - 조카 정몽진(1960년 -) : KCC그룹 회장
    - 조카 정몽익(1962년 -) : KCC그룹 사장
    - 조카 정몽열(1964년 -) : KCC건설 사장